# 大母山入口駅
大母山入口駅（テモサンイックえき）は、大韓民国ソウル特別市江南区逸院洞にある韓国鉄道公社（KORAIL）水仁・盆唐線の駅である。駅番号はK220。

## 歴史
- 2003年9月3日 - 鉄道庁（当時）の駅として開業。
- 2005年1月1日 - 鉄道庁が韓国鉄道公社に改組される。
- 2013年11月30日 - 盆唐線の急行の運行開始とともに急行の停車駅となる。
- 2020年 9月12日 - 水仁線の水原延伸により路線名が盆唐線から水仁・盆唐線に変更。

## 駅構造

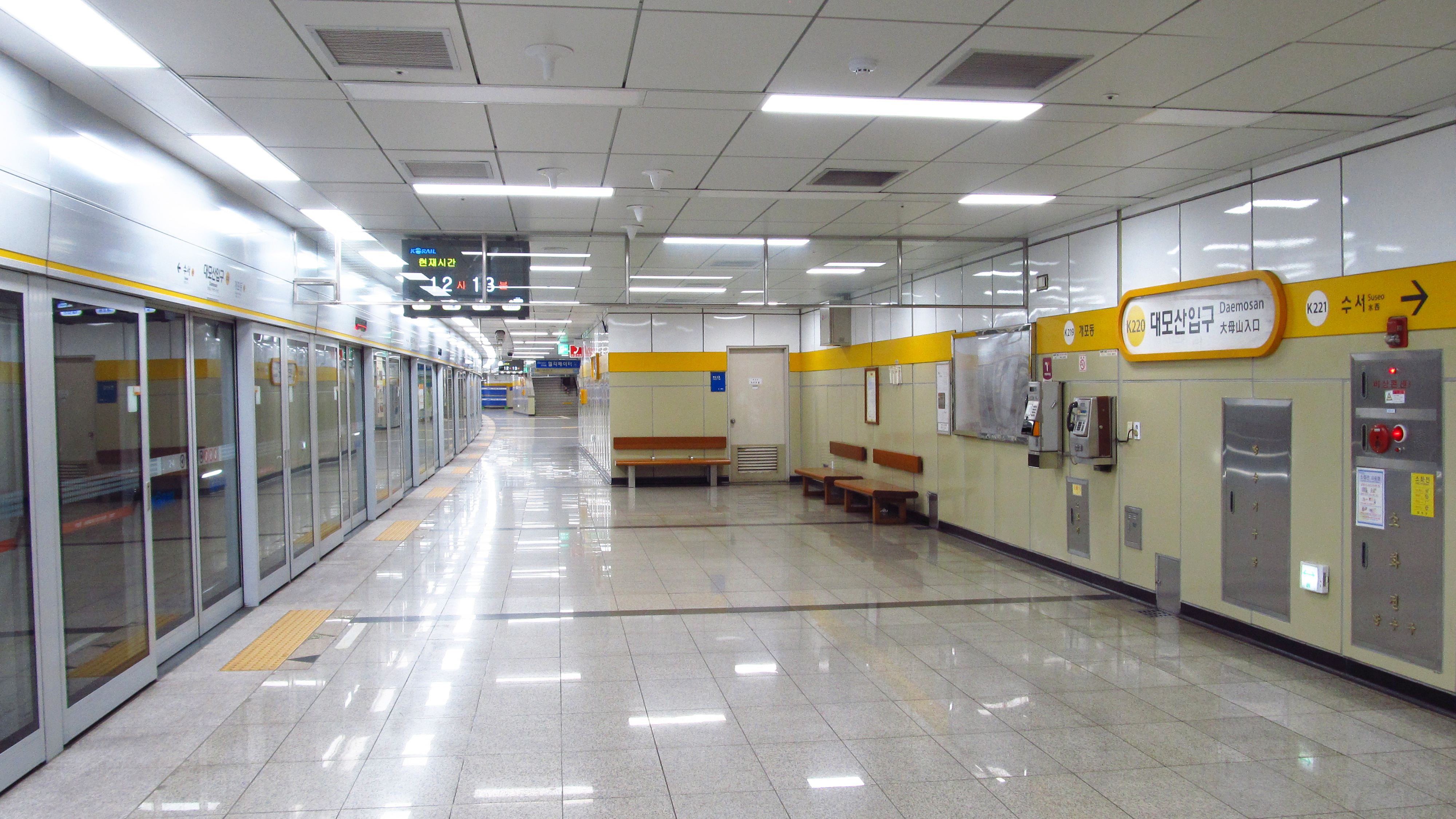
プラットホーム

相対式ホーム2面2線の地下駅。エレベーター・エスカレーター完備。出口は8番まである。

### のりば
※案内上ののりば番号は設定されていない。
| 上り | 水仁・盆唐線 | 開浦洞・宣陵・往十里方面   |
| 下り | 水仁・盆唐線 | 水西・竹田・水原・仁川方面 |

## 利用状況
近年の一日平均利用人員推移は下記のとおり。
なお、2003年は開業日の9月3日から12月31日までの120日間の平均である。
| 路線         | 路線     | 2000年 | 2001年 | 2002年 | 2003年 | 2004年 | 2005年 | 2006年 | 2007年 | 2008年 | 2009年 | 出典  |
| ------------ | -------- | ------ | ------ | ------ | ------ | ------ | ------ | ------ | ------ | ------ | ------ | ----- |
| 水仁・盆唐線 | 乗車人員 | 未開業 | 未開業 | 未開業 | 1,084  | 3,024  | 3,140  | 3,131  | 3,147  | 3,221  | 3,315  | [ 1 ] |
| 水仁・盆唐線 | 降車人員 | 未開業 | 未開業 | 未開業 | 963    | 2,799  | 2,920  | 2,852  | 2,849  | 2,979  | 3,088  | [ 1 ] |
| 路線         | 路線     | 2010年 | 2011年 | 2012年 | 2013年 | 2014年 | 2015年 | 2016年 | 2017年 | 2018年 | 2019年 | 出典  |
| 水仁・盆唐線 | 乗車人員 | 3,420  | 3,295  | 3,356  | 3,933  | 4,077  | 4,090  | 3,746  | 3,268  | 3,097  | 3,395  | [ 1 ] |
| 水仁・盆唐線 | 降車人員 | 3,114  | 3,049  | 3,117  | 3,663  | 3,742  | 3,754  | 3,413  | 2,972  | 2,868  | 3,131  | [ 1 ] |
| 路線         | 路線     | 2020年 | 2021年 | 2022年 |        |        |        |        |        |        |        |       |
| 水仁・盆唐線 | 乗車人員 | 2,739  | 3,097  | 4,117  |        |        |        |        |        |        |        |       |
| 水仁・盆唐線 | 降車人員 | 2,543  | 2,889  | 3,833  |        |        |        |        |        |        |        |       |

## 駅周辺
団地に囲まれている。駅名の由来である大母山は当駅よりも逸院駅のほうが近い。
- 江南総合社会福祉館
- 開院中学校（朝鮮語版）
- 開浦住公アパート7・8団地
- ソウル貿易展示コンベンションセンター（朝鮮語版）
- 永東6橋（良才川）
- 逸院2洞住民センター

## 隣の駅
韓国鉄道公社
 水仁・盆唐線
急行・緩行
開浦洞駅 (K219) - 大母山入口駅 (K220) - 水西駅 (K221)